# Palisse
Palisse é uma comuna francesa na região administrativa da Nova Aquitânia, no departamento de Corrèze. Estende-se por uma área de 32,89 km². Em 2010 a comuna tinha 226 habitantes (densidade: 6,9 hab./km²).